# Flagge Louisianas

- Flagge von Louisiana

Die Flagge des US-Bundesstaates Louisiana wurde im Jahre 1912 eingeführt und zuletzt 2010 verändert.

## Gestaltung
Die Flagge zeigt auf blauem Untergrund in ihrer Mitte einen weißen Pelikan und dessen drei Jungen in einem Nest unter ihm. Das Elterntier breitet sein Flügel über das Nest aus und nährt die Jungen mit seinem Blut, symbolisiert durch drei rote Tropfen auf seiner linken Brust.
Unter dem Nest befindet sich ein weißes Spruchband mit dem Motto des Bundesstaats in blauer Aufschrift:

“Union, Justice, Confidence”

„Einheit, Gerechtigkeit, Zuversicht“

Der Pelikan gilt als christliches Symbol der Selbstaufopferung Jesu von Nazareth. Bei Thomas von Aquin heißt es in Adoro te devote:

„Gleich dem Pelikane starbst Du, Jesu mein“

Außerdem ist einer der Spitznamen des Bundesstaates Louisiana „Pelican State“ (Pelikanstaat).

Siegel Louisianas

## Geschichte
Zwischen dem 26. Januar 1861 und dem 8. Februar 1861 hatte sich Louisiana zur unabhängigen Republik Louisiana erklärt. Am 26. Januar hatte man sich einseitig von den Vereinigten Staaten von Amerika losgesagt und war am 8. Februar den Konföderierten Staaten von Amerika beigetreten. Dies hatte man durch eine entsprechende Flagge ausgedrückt.

## Frühere Flaggen

Inoffizielle Flagge vom Januar 1861
Flagge vom 26. Januar 1861 an
Flagge von 1912 bis 2006
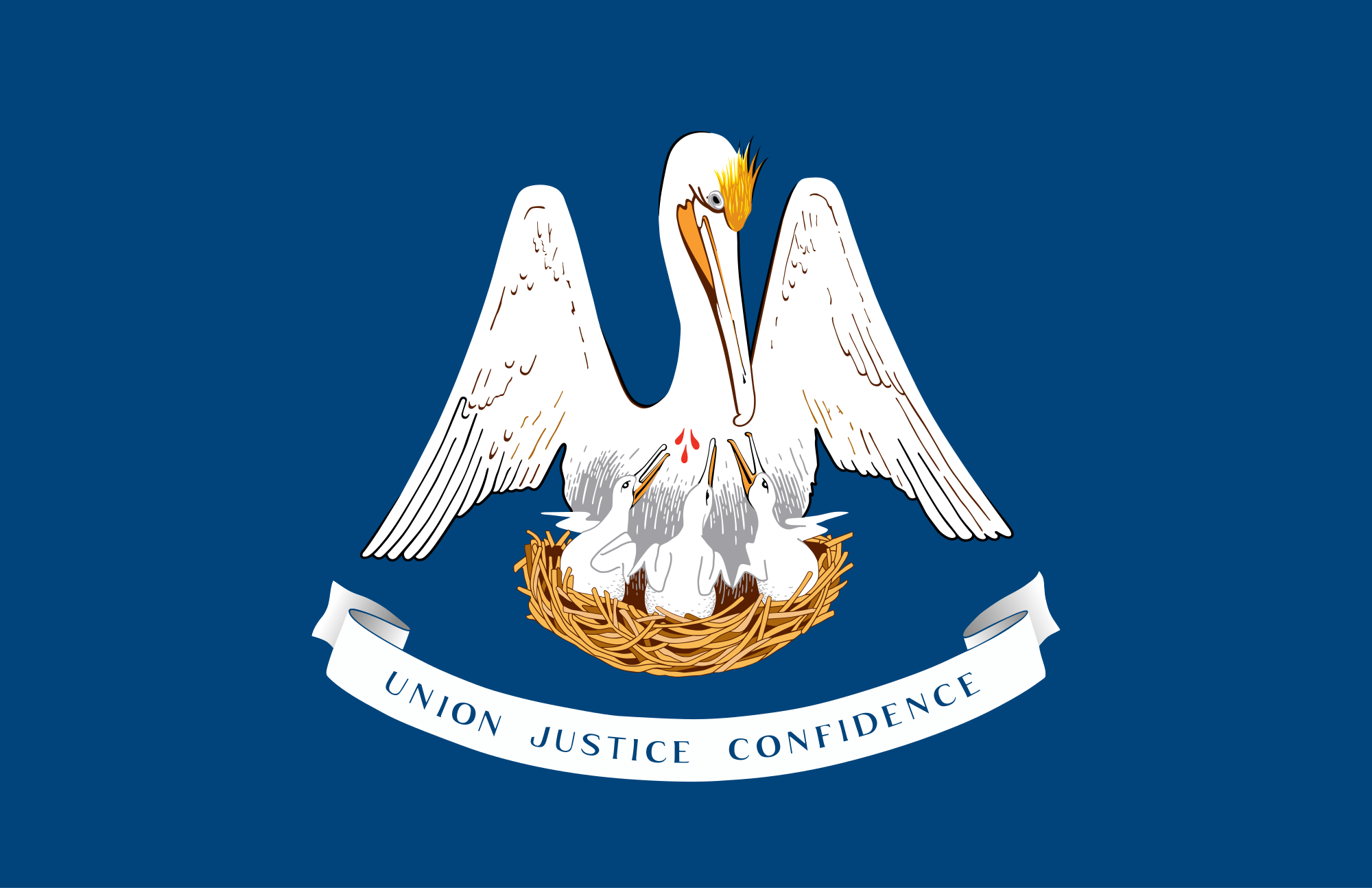
Flagge von 2006 bis 2010